# Paweł Panow
Paweł Georgijew Panow (ur. 14 grudnia 1950, zm. 18 lutego 2018) – bułgarski piłkarz i trener piłkarski. Był zawodnikiem CSKA Sofia i Lewskiego Sofia. W sezonie 1976/1977 został królem strzelców ligi, a na koniec roku 1977 otrzymał nagrodę dla najlepszego piłkarza w kraju. Z reprezentacją Bułgarii brał udział w Mundialu 1974.
Od lipca do października 2006 roku był szkoleniowcem pierwszoligowej Rodopy Smoljan. Wcześniej prowadził m.in. dwukrotnie Lewskiego Sofia, z którym dotarł do ćwierćfinału Pucharu Zdobywców Pucharów 1987, Septemwri Sofia (1992–1993) oraz Botew Płowdiw (1993–1995).